# Ајзенберг (Алгој)
Ајзенберг (њем. Eisenberg) општина је у њемачкој савезној држави Баварска. Једно је од 45 општинских средишта округа Осталгој. Према процјени из 2010. у општини је живјело 1.199 становника. Посједује регионалну шифру (AGS) 9777125.

## Географски и демографски подаци
Ајзенберг се налази у савезној држави Баварска у округу Осталгој. Општина се налази на надморској висини од 818 метара. Површина општине износи 13,6 km². У самом мјесту је, према процјени из 2010. године, живјело 1.199 становника. Просјечна густина становништва износи 88 становника/km².